# 克里斯塔·帕默
克里斯塔·帕默（英語：Krysta Palmer，1992年6月13日—），美國跳水運動員，她代表美國隊參加了日本舉行的2020年夏季奧林匹克運動會，並且在女子3米跳板比賽上獲得銅牌。